# 玛丽安娜·帕洪
玛丽安娜·帕洪·隆多尼奥，ODB（西班牙語：Mariana Pajón Londoño，1991年10月10日—），生于麦德林，是一名哥伦比亚小轮车运动员，其父母也都从事体育运动。

## 运动生涯

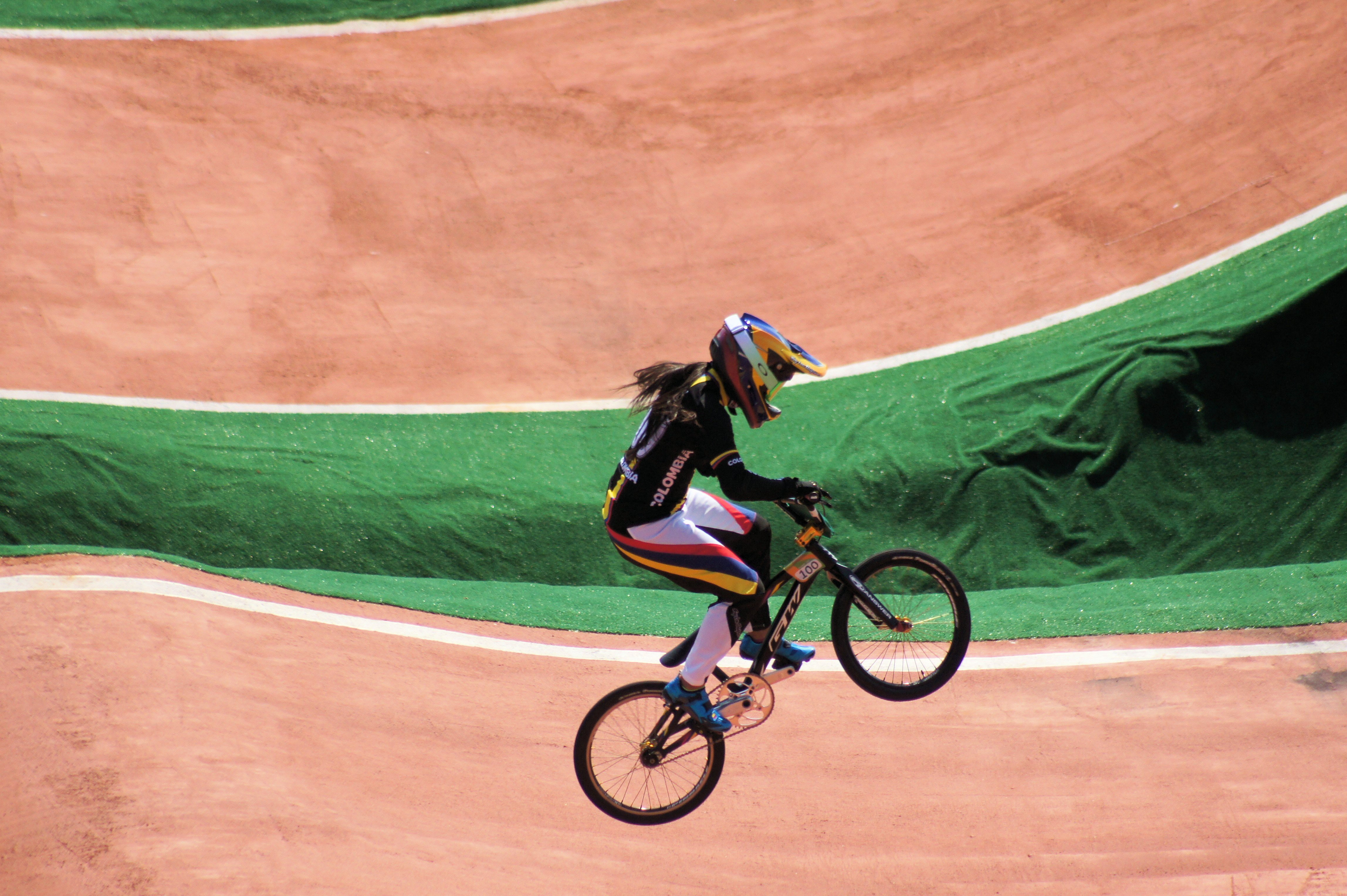
帕洪在2016年里约奥运会上赢得个人第二面金牌

帕洪自5岁时开始获得全国冠军，2000年，她首次赢得国际比赛的冠军。2008年，她首次获得小轮车世锦赛奖牌，此之后她在每一年的世锦赛上都发挥出色，至2017年为止共获得6枚金牌和4枚铜牌。她也因多次赢得世界冠军而被称作“BMX女王”（Queen of BMX）。
2012年，帕洪首次获得奥运资格，之后她获选为哥伦比亚代表团开幕式旗手，在女子小轮车项目决赛中，她发挥出色，以37秒706的成绩帮助哥伦比亚夺得12年以来的首枚奥运金牌。比赛结束后，帕洪又获选为闭幕式旗手。
在四年后的里约奥运会上，帕洪再度代表哥伦比亚出战女子小轮车项目，最终她以34秒093的成绩成功卫冕，并成为首位获得两枚奥运金牌的哥伦比亚运动员以及史上首位在奥运女子小轮车项目上实现卫冕的选手。

## 个人生活
2013年，帕洪开始与法国小轮车选手文森特·佩雷阿尔交往。两人于2017年12月16日正式结婚。

## 纪念
麦德林政府曾于2016年修建了以她本人命名的赛道，以纪念帕洪在运动生涯期间的卓越成就。随后，该赛道举办了2016年小轮车世锦赛，帕洪在比赛期间夺得女子精英组比赛和女子精英组计时赛的冠军和季军。